# The Kid Laroi
Charlton Kenneth Jeffrey Howard dit The Kid Laroi stylisé The Kid LAROI, né le 17 août 2003 à Waterloo (Australie), est un chanteur, rappeur et auteur-compositeur-interprète australien.

## Biographie

### Jeunesse
Charlton Howard naît le 17 août 2003 à Waterloo, dans la banlieue sud de Sydney. Il est le fils de Nick, producteur et ingénieur du son ayant travaillé avec des artistes locaux après avoir tenté sa chance à Los Angeles, et de Sloane Howard, agente artistique. Son arrière-arrière-grand-père du côté maternel est d'ethnie kamilaroi (ou gamilaraay) et a fait partie des générations volées, c'est-à-dire qu'il fut enlevé de force à ses parents, par le gouvernement australien, pour être placé dans une famille blanche.
Lors de son enfance, ses parents divorcent et sa mère obtient la garde. Il passe son enfance entre Waterloo et Redfern, deux villes minées par la pauvreté, puis habite dans l'ancienne ville minière de Broken Hill avec ses grands-parents jusqu'à ses 11 ans. Ce départ de Broken Hill est motivé par le meurtre de son oncle « Dub », dont sa mère et lui étaient très proches. Il emménage ensuite quelques mois dans la banlieue d'Adélaïde, où son oncle habitait, et Howard commence à fréquenter le Sacred Heart College (en), un prestigieux pensionnat catholique.
De retour dans la banlieue sud de Sydney, sa mère commence à dealer de la drogue, et une bourse d'études permet à Howard de fréquenter l'Australian Performing Arts Grammar School (en), une école d'art, avant d'en être viré. Sa famille tombe dans une extrême précarité, ils deviennent sans domicile fixe et dorment chez des connaissances, passant d'un canapé à l'autre.
En parallèle, Howard commence à écrire ses premiers textes à l'âge de 12 ans et à enregistrer ses premiers freestyles qu'il poste sur son compte Facebook. Lors de sa courte habitation à Adélaïde, il forme le duo Dream Team avec DJ Ladykiller. Il prend le nom de « The Kid Laroi » pour honorer son héritage aborigène.

### Débuts et rencontre avec Juice Wrld
Un soir, dans un studio d'Alexandria (en), The Kid Laroi, alors âgé de 12 ans, fait la rencontre de Khaled Rohaim (en), producteur de renom ayant travaillé notamment avec Ariana Grande, Inna, Jay Sean et Rihanna. Impressionné par le jeune artiste, Rohaim prend The Kid Laroi sous son aile et lui laisse libre accès à ses studios.
Au cours de l'été 2018, The Kid Laroi participe au Triple J Unearthed High, un concours de jeunes talents organisée par la station de radio australienne Triple J où il parvient à se classer parmi les cinq derniers finalistes. The Kid Laroi profite de l'attention et de l'engouement autour de lui pour publier, en août 2018, son premier projet sur la plateforme SoundCloud, un EP de cinq titres intitulé 14 WITH A DREAM.. Blessings, titre phare de l'EP, parvient jusqu'aux oreilles de Lil Bibby, ancien rappeur américain devenu directeur de son propre label : Grade A Productions ; lequel compte alors Juice Wrld dans ses rangs. G Money, co-directeur du label prend alors contact avec le jeune australien, et le label le place en première partie de la tournée australienne de Juice Wrld en janvier 2019. The Kid Laroi signe avec Grade A Productions début 2019 et débute une grande amitié ainsi qu'une relation mentor/protégé avec Juice Wrld. En novembre 2019, The Kid Laroi assure les premières parties de la seconde tournée australienne de Juice Wrld ; lequel décède d'une overdose d'opiacés le 8 décembre 2019, soit la semaine suivant l'ultime concert.

### Succès international
En décembre 2019 sort le clip de Let Her Go, marquant la première collaboration entre The Kid Laroi et le réalisateur de clips hip-hop Cole Bennett (en).
Le 30 janvier 2020, The Kid Laroi dévoile Diva, un single en collaboration avec le rappeur américain Lil Tecca, connu pour le phénomène musical Ransom sorti en 2019. Un clip, réalisé par Cole Bennett sort le lendemain. En mars, il sort le titre Addison Rae, nommé d'après l'influenceuse du même nom, lequel devient viral et engrange plus de 500 000 écoutes en 24 heures sur la plateforme Spotify. Le même mois, il figure sur le remix du single Costa Rica de Bankrol Hayden. En avril, il sort Fade Away en collaboration avec Lil Tjay, et est invité, aux côtés de Blackbear et Bankrol Hayden, sur le single Go Dumb du producteur Y2K. En juin, il sort GO en featuring avec le regretté Juice Wrld,. Enregistré le jour de l'anniversaire d'Howard, ce « hit » était un cadeau de Juice Wrld à l'australien.
Le 24 juillet 2020, The Kid Laroi sort la mixtape F*CK LOVE. La mixtape est un succès, se classant à la 8e place du Billboard 200 avec 40 000 exemplaires écoulés lors de sa première semaine d'exploitation. En septembre, sort le clip de WRONG, extrait de F*CK LOVE, réalisé par Logan Paul et mettant en scène The Kid Laroi, Lil Mosey et la pornstar Lana Rhoades. Le mois suivant sort le single So Done, accompagné d'un clip réalisé par Cole Bennett.
Le 6 novembre 2020, The Kid Laroi dévoile F*CK LOVE (SAVAGE), réédition de sa première mixtape comprenant sept titres inédits, dont trois collaborations avec YoungBoy Never Broke Again, Marshmello et Machine Gun Kelly,.
En février 2021, à 17 ans et 5 mois, The Kid Laroi devient le plus jeune artiste australien à avoir classé un album aux sommets des ARIA Charts. Il publie en juillet 2021 le titre Stay avec Justin Bieber, qui se classe numéro 1 dans une vingtaine de pays.

### Vie privée
De 2020 à 2023 The Kid Laroi est en couple avec Katarina Deme,.
En avril 2024, lors de son concert à Dublin, en Irlande, The Kid Laroi a confirmé sa relation avec la chanteuse canadienne Tate McRae. En 2025, ils collaborent ensemble sur le titre I Know Love, qui figure sur l'album So Close To What de la chanteuse. Après plusieurs semaines de rumeurs, le chanteur australien annonce leur séparation en juillet 2025.

## Discographie

### EP
- 2018 : 14 With A Dream

### ALBUM
- 2023 : THE FIRST TIME2023 : THE FIRST TIME, par The Kid Laroi (Columbia)1. Sorry, 2. Bleed, 3. I Thought That I Needed You, 4. Where Do You Sleep?, 5. Too Much (feat. Jungkook & Central Cee), 6. Tear Me Apart, 7. Strangers (Interlude), 8. Nights Like This, 9. What's the Move? (feat. Future & BabyDrill), 10. Strangers Pt. 2 (Interlude), 11. Call Me Instead (feat. YoungBoy Never Broke Again & Robert Glasper), 12. Deserve You, 13. What Went Wrong???, 14. The Line (feat. D4vd), 15. What Just Happened, 16. You, 17. Love Again, 18. Where Does Your Spirit Go?, 19. You Never Forget Your First Time..., 20. Kids Are Growing Up

- 2024 : THE FIRST TIME DELUXE

### Singles
- 2018 : Blessings
- 2019 : Let Her Go
- 2020 : Diva (featuring Lil Tecca)
- 2020 : Addison Rae
- 2020 : Fade Away (avec Lil Tjay)
- 2020 : Go (featuring Juice Wrld)
- 2020 : Remind me of you (featuring Juice Wrld)
- 2020 : Tell Me Why
- 2020 : So Done
- 2020 : Maybe
- 2020 : Without You
- 2020 : Tragic (featuring YoungBoy Never Broke Again)
- 2021 : Stay (avec Justin Bieber)
- 2021 : Not Sober (featuring Polo G & Stunna Gambino)
- 2022 : Thousand Miles
- 2023 : Bleed
- 2023 : What Just Happened
- 2023 : Too Much
- 2025 : I know love (featuring Tate McRae)

## Filmographie
- 2024 : Y2K de Kyle Mooney : Soccer Chris